# Талліннфільм
Талліннфільм (ест. Tallinnfilm) — естонська кіностудія художніх,  документальних і анімаційних фільмів розташована в Таллінні.

## Історія
9 червня 1931 року була заснована студія «Eesti Kultuurfilm» (укр. «Естонський культурний фільм»). 6 березня 1936 року їй був наданий статус державної установи. Після радянської окупації Естонії 9 січня 1941 року була створена кіностудія «Tallinna Kinostuudio», яка була об'єднана з націоналізованою «Eesti Kultuurfilm». Спочатку працювала як студія хронікальних і документальних фільмів. У роки Другої світової війни не функціонувала, хроніка випускалася на базі «Ленфільму» і «Мосфільму». 1944 року студія відновила діяльність, з 1954 почала випуск художніх фільмів. Ставились також мультиплікаційні і науково-популярні фільми. Назву «Талліннфільм» отримала в 1963 році.
Остання документальна хроніка, що вийшла на Талліннфільм, датована 1 січня 1998 року. Після чого виробництво фільмів припинилося, були розпродані будівлі та павільйони студії і реквізит. На початку XXI століття Талліннфільм, відомий широкій публіці своєю історичною колекцією фільмів. Займається головним чином управлінням кінотеатру «Artis» і реставрацією старих кінокартин.

## Доробок
З 1941 по 1994 рік «Талліннфільм» випустив:
- 115 повнометражних художніх фільмів
- 28 короткометражних художніх фільмів
- 194 анімаційні фільми, включаючи:
  - 128 лялькових фільмів
  - 66 мультиплікаційних фільмів
- 504 документальні фільми
- 1578 хронікальних фільмів.

## Адреса
Tallinnfilm

Uus 3

10111 Tallinn

Estonia